# Уиттьер, Джон Гринлиф
Джон Гри́нлиф Уи́ттьер (англ. John Greenleaf Whittier, 17 декабря 1807 — 7 сентября 1892) — американский поэт, публицист, квакер и аболиционист. Родился в семье американских квакеров в штате Массачусетс. Уиттьер долгое время работал редактором издания «Еженедельное обозрение Новой Англии» (New England Weekly Review), а также был членом Американского общества борьбы с рабством.

## Биография
Джон Гринлиф Уиттьер родился 17 декабря 1807 года на ферме под Хейверхиллом в штате Массачусетс в семье квакеров Джона и Абигейл Уиттьер. Второе имя Уиттьера означает «Зеленый лист» и по некоторым источникам напоминает о предках-гугенотах. Мальчик вырос на ферме с родителями, братом и двумя сестрами. С семьей также жили тетя и дядя. Там всегда было многолюдно из-за вечных посетителей и работников, нанимавшихся на ферму. Ферма не приносила большого дохода, но позволяла сводить концы с концами. В раннем возрасте обнаружилось, что Джон страдает дальтонизмом и не может отличить спелых ягод от зеленых. Дальтонизм Джона и его слабое здоровье не давали ему возможности помогать на ферме и оставляли много свободного времени. Хотя Уиттьер получил довольно скромное образование, он с большим интересом прочёл несколько книг своего отца по квакерству, которые в итоге заложили основу для его мировоззрения. Из книг он узнал о гуманизме, сострадании и социальной ответственности.
В ранней юности Джон увлекся поэзией и сам начал писать стихи. Однако первая публикация произошла без его ведома. Сестра Джона послала стихотворение брата The Exile’s Departure в газету «Ньюберипорт Фри Пресс» (Newburyport Free Press), редактором которой был Уильям Ллойд Гаррисон. Стихотворение было опубликовано 8 июня 1826 года. Гаррисон вместе с другим местным редактором уговорили Уиттьера поступить в недавно открывшуюся Академию Хейверхилла. Для того, чтобы заработать достаточно денег для школы, Уиттьер устроился на время сапожником. Это позволяло оплатить часть обучения, продуктами он снабжался с фермы. Его вторым заработком была работа учителем в маленькой школе городка Мерримак, штат Массачусетс. Уиттьер проходил обучение в Академии Хейверхилла с 1827 по 1828 год.
Гаррисон устроил Уиттьера редактором в бостонский еженедельник National Philanthropist. Вскоре после изменений в управлении Гаррисон перевел его на место редактора в еженедельник American Manufacturer в Бостоне. Уиттьер стал откровенным критиком президента Эндрю Джексона, а в 1830 году уже возглавлял известный журнал «Еженедельное обозрение Новой Англии» (New England Weekly Review) в Хартфорде, штат Коннектикут, один из влиятельных журналов Новой Англии.

## Аболиционистская деятельность
В 1830-х годах Уиттьер интересовался политикой, но, проиграв выборы в Конгресс в возрасте 25 лет, пережил нервный срыв и вернулся домой. 1833 год стал поворотным для молодого Уиттьера. Он возобновил свою переписку с Гаррисоном, и страстный аболиционист привлек молодого квакера к делу борьбы с рабством.
В 1833 году Уиттьер опубликовал свой первый памфлет против рабства «Справедливость и целесообразность» (Justice and Expediency). Последующие двадцать лет своей жизни он посвятил делу борьбы с рабством. Требование немедленного освобождения рабов, которое выдвинул в памфлете Уиттьер, не понравилось ни северным, ни южным бизнесменам, ни рабовладельцам — но это была открытая и искренняя декларация его приверженности делу борьбы с рабством, а именно эту борьбу он считал единственно правильным и общественно необходимым делом. Он был одним из основателей Американского общества борьбы с рабством. Его подпись стояла под Декларацией о борьбе с рабством 1833 года. Именно подписание этой Декларации он считал самым значительным поступком в своей жизни.
Талант Уиттьера как политика сделал его прекрасным лоббистом. Его готовность открыто выступать против рабства и убеждать лидеров Конгресса присоединиться к аболиционистскому движению была неоценимой. С 1835 по 1838 год он много путешествовал по Северу, посещая конвенции, обеспечивая голоса, выступая перед публикой и убеждая политиков встать на его сторону. Во время своего турне Уиттьер не раз подвергался жестоким нападкам со стороны приверженцев рабовладельческого уклада, несколько раз толпа забрасывала его камнями и заставляла бежать из города. С 1838 по 1840 год он был редактором The Pennsylvania Freeman (ранее известен как National Enquirer) в Филадельфии, одном из органов северной печати, активно выступавшим против рабства. В мае 1838 года редакция переехала в недавно открывшийся Пенсильвания-холл на Северной Шестой улице, который вскоре был сожжен толпой противников отмены рабства. Все эти годы Уиттьер продолжал писать стихи. Большинство из них отражало его идеалы свободы и справедливости.
К концу 1830-х годов среди участников аболиционистского движения уже не было былого единства. Уиттьер был убежден в том, что этическая работа без политических усилий бесполезна. Он знал, что успех всего дела требует законодательных изменений, а не только призывов к добродетели. Однако Гаррисон не разделял его убеждений. Это породило раскол, и в 1839 году Уиттьер стал одним из основателей Партии Свободы. В 1840 году он принял участие в Лондонской Всемирной конвенции по борьбе с рабством. К 1843 году Уиттьер уверенно провозглашал триумф молодой партии: «Партия Свободы больше не является экспериментом. Это энергичная реальность, оказывающая … сильное влияние».
Однако не все знакомые Уиттьера становились на его сторону. Так он безуспешно уговаривал Ральфа Уолдо Эмерсона и Генри Уодсворта Лонгфелло присоединиться к партии. До 1844 года он редактировал журналы Middlesex Standard в Лоуэлле, штат Массачусетс, Essex Transcript в Эймсбери. В Лоуэлле он познакомился с поэтессой Люси Ларком, с которой дружил до конца жизни.
В 1845 году Уиттьер начал работу над эссе «Черный человек», в котором рассказывал о Джоне Фаунтине, свободном чернокожем, который был заключен в тюрьму в Виргинии из-за того, что помогал рабам бежать от своих хозяев. После освобождения Фаунтин приехал к Уиттьеру, чтобы лично выразить свою благодарность за публикацию его истории.
Эти годы для Уиттьера были непростыми. Постоянный стресс, волнения, связанные с работой в редакции, стычки с толпой привели к ухудшению здоровья и психологическому расстройству. Уиттьер отправился домой в Эймсбери и пребывал там всю оставшуюся жизнь, прекратив свое активное участие в деле борьбы с рабством. Несмотря на это, он продолжал считать, что лучший способ получить аболиционистскую поддержку — это расширить политическую привлекательность Партии Свободы. Уиттьер упорно настаивал на добавлении определенных вопросов в платформу партии. В конце концов он добился реорганизации Партии Свободы в Партию свободной земли. Многие считают, что величайшим политическим подвигом Уиттьера было то, что он убедил Чарльза Самнера в 1850 году баллотироваться в Сенат США.
Начиная с 1847 года, Уиттьер редактировал The National Era, одну из самых влиятельных аболиционистских газет Севера, которая принадлежала Гамалиэлю Бэйли. В течение следующих десяти лет он опубликовал лучшие из своих произведений — как из прозы, так и поэзии. Он стал лауреатом поэтического конкурса своей партии. Его стихи описывают все виды угнетения (физическое, духовное, экономическое). Поэзия Уиттьера призывает в деле борьбы с рабством обратиться к чувствам, а не логике.
Уиттьер выпустил два сборника стихов против рабства: «Стихи, написанные во время разворачивания вопроса об освобождении рабов в Соединенных Штатах между 1830 и 1838 годами» и «Голоса Свободы» (1846). Также посвятил поэму «Человек с клеймом» (The Branded Hand) аболиционисту Джонатану Уокеру. Уиттиер услышал о нём, прочитав книгу под названием «Судебный процесс и тюремное заключение Джонатана Уокера».
На президентских выборах 1860 и 1864 годов он в обоих случаях голосовал за Авраама Линкольна.
Принятие в 1865 году тринадцатой поправки к Конституции США покончило с рабством. На этом закончилась и политическая карьера Уиттьера. В поэзии он обратился к другим темам.

## Последующие годы жизни
Джон Г. Уиттьер был одним из основателей журнала Atlantic Monthly.
Одна из самых известных его поэм «Занесенные снегом» (Snow-Bound) была впервые опубликована в 1866 году. Уиттьер был удивлен финансовым успехом своего творения. На продаже первого издания он заработал 10 000 долларов.
В 1867 году Уиттьер попросил Джеймса Томаса Филда получить для него билет на чтения Чарльза Диккенса во время визита этого британского автора в Соединенные Штаты. После этого события Уиттьер так писал в своем письме:
«На следующий день мои глаза болели от напряжения. Голос его был не столько красив, сколько обладал особым эффектом. У него прекрасная драматургия … Я люблю его больше, чем любой обычный читатель».
В последние годы жизни Уиттьер много времени проводил со своей семьей. В зимнее время с 1876 по 1892 год он жил в Оук-Нолле, в доме своих двоюродных братьев в Данверсе, штат Массачусетс. Лето 1892 года он провел в доме другого двоюродного брата в Хамптон-Фолсе, штат Нью-Гэмпшир, где написал свое последнее стихотворение (в дань уважения Оливеру Уэнделлу Холмсу-ст.). Сохранилась фотография этого периода. Он умер в Хамптон-Фолсе 7 сентября 1892 года и был похоронен в Эймсбери, штат Массачусетс.

## Поэзия
Первыми книгами Уиттьера стали «Легенды новой Англии» (1831), а также поэма «Молл Питчер» (1832).
В 1833 году он опубликовал The Song of the Vermonters, 1779, который анонимно послал в The New England Magazine. Поэма была ошибочно приписана Итану Аллену, и только спустя шестьдесят лет ошибка была исправлена.
Поэзия Уиттьера проникнута идеями квакерства. Поэт взывает к справедливости, обращается к совести и состраданию. Это хорошо видно в таких его произведениях, как «Послание Массачусетса Виргинии» (Massachusetts to Virginia, 1843) и «Икабод» (Ichabod, 1850).
По словам З. Венгеровой поэзия Уиттьера напоминает Вордсворта, к школе которого он принадлежит. К лучшим произведениям начального периода его поэтической деятельности относятся поэмы The Slave Ships с изображением холодной жестокости рабовладельцев и Farewell, прощание матери с проданной дочерью.
В 1846 году поэт выпустил сборник аболиционистских стихов «Голоса Свободы» (Voices of Freedom). Одной из главных работ Уиттьера является поэма «Занесенные снегом» (Snow-Bound, 1866), в которой повествуется о новоанглийской семье, три дня пережидающей свирепую метель в своем доме. Собравшись у камина, члены семьи делятся друг с другом историями.
Также Уиттьер написал ряд прозаических произведений, наиболее известным среди которых является роман «Страницы из дневника Маргарет Смит» (Leaves from Margaret Smith’s Journal in the Province of Massachusetts Bay, 1849).
Широко известны его стихи «Барбара Фриччи» и «Босоногий мальчик».
Ряд его стихотворений были превращены в гимны, в том числе «Дорогой Господь» (в котором наиболее ясно видно квакерство автора) и «Отец человечества» из его поэмы «Пивоварение Сомы».
Стихотворение «К Ренге» посвящено Йоханнесу Ронджу, немецкому религиозному деятелю и повстанческому лидеру революции 1848 года в Германии.
Представляет интерес и стихотворение Уиттьера «В Порт-Рояле, 1861». Это история северных аболиционистов, прибывающих в Порт-Ройял, Южная Каролина, в качестве учителей и миссионеров для рабов, оставшихся после того, как их владельцы бежали, боясь прибытия Союзного флота. Стихотворение включает в себя «Песню о негритянских лодочниках», написанную на диалекте.
Из всех стихов, посвященных Гражданской войне, «Песнь о негритянских лодочниках» была одной из самых широко известных. Несмотря на то, что Уиттьер никогда не посещал Порт-Ройал, один из северных аболиционистов назвал «Песнь…» «чудесным описанием того, что происходило в Хилтон Хед Харбор».

## Критика
Натаниэль Готорн так отреагировал на книгу Уиттьера Literary Recreations and Miscellanies (1854): «Книга Уиттьера — это плохой материал! Мне нравится этот человек, но у меня нет высокого мнения ни о его поэзии, ни о его прозе».
Редактор Джордж Рипли однако писал, что стихи Уиттьера освежают и говорят, что это «величественное движение стихосложения, грандиозность образов, жила нежного и торжественного пафоса, веселое доверие», и что они имеют «чистый и облагораживающий характер». Бостонский критик Эдвин Перси Виппл отметил моральный и этический тон Уиттьера, смешанный с искренними эмоциями. Он писал: «Читая этот последний том, я чувствую, что моя душа приняла ванну из святой воды».
Позже некоторые ученые и критики ставили под сомнение глубину поэзии Уиттьера. Одним из них был Карл Келлер, который отмечал: «Уиттьер был писателем любви, но не борьбы».

## Память
Уиттьер всегда поддерживал писателей-женщин, в том числе Элис Кэри, Фиби Кэри, Сару Орне Джуэтт, Люси Ларком и Селию Таксер. Он оказал большое влияние на прозаические произведения Джуэтт, с которой он разделял веру в моральное качество литературы и интерес к фольклору Новой Англии. Джуэтт посвятила одну из своих книг ему и взяла несколько своих персонажей из окружения Уиттьера.
Семейная ферма Уиттьеров, известная как «Усадьба Джона Гринлифа Уиттьера» или просто «Место рождения Уиттьера», теперь является исторической достопримечательностью. Она открыта для публики. Его более позднее место жительства в Эймсбери, где он прожил 56 лет, также открыта для публики и теперь известна как «Дом Джона Гринлифа Уиттьера». В родном городе Уиттьера, Хейверхилле, множество зданий и достопримечательностей названо в его честь, включая Среднюю школу им. Уиттьера, Начальную школу Гринлифа и Региональную профессиональную техническую среднюю школу Уиттьера. Многочисленные школы по всей стране также названы в его честь.
Мост Джона Гринлифа Уиттьера, построенный в стиле Сагаморе и моста Борн, перекинут над рекой Мерримак. Крытый мост через реку Биармар в Оссипие, штат Нью-Гэмпшир, также назван в честь Уиттьера.
Город Уиттьер, штат Калифорния, назван в честь поэта. Также его имя носит община Уиттьер в штате Айова.